# Pieter Jan Beckx
Pieter Jan Beckx (Zichem, 1795. február 8. – Róma, 1887. március 4.) belga jezsuita pap, a rend 22. főgenerálisa.

## Ifjúkora
Pieter Beckx két hónappal apja halála után (posztumusz) született egy igen szegény családba. Életének első évében egy bátyja és egy nővére elhunyt. Jótevők támogatásával végezte el iskoláit Testeltben és Aarschotban. 1815-ben lépett be a mecheleni szemináriumba, ahol 1819. március 6-án szentelték pappá. Elsőként Uccle (ma a brüsszeli régió része) lelkészének nevezték ki, azonban nyolc hónap múlva lemondott és a németországi Hildesheimben belépett a jezsuita rendbe. A novíciusoknál szokásos tanulmányok elvégzése után 1823 és 1826 között teológiai és bibliai tanulmányokat folytatott Németországban. Hamarosan képes volt arra, hogy német nyelven prédikáljon, gyóntasson és értekezzen.

## Papi évei
Anhalt-Köthen hercege és hercegnője 1825-ben katolikus hitre tértek át és egy jezsuita káplánt kértek. Beckx-et nevezték ki a hercegi pár káplánjának és Köthenbe költözött. Ott gyermekeket tanított, egy kis templomot épített és lelkigyakorlatokat szervezett a helyieknek, amivel sok embert térített vissza a katolikus hitre.
A herceg halála után (1830) Bécsbe költözött, ahol sokáig ő volt az egyetlen jezsuita. Az itteni, meglehetősen hatásos és kivételes meggyőzőerővel rendelkező prédikációinak révén nagy hírnévre tett szert. Jan Roothan főgenerális kérte fel, hogy a grazi, linzi és innsbrucki jezsuita iskolák alapításával kapcsolatos tárgyalásokat vezesse.
Időnként Rómába hívták és lombardiai, magyar vagy cseh misszióra küldték. 1842-től pár évig kánonjogot tanított a római Gregoriana Pápai Egyetemen, majd 1848-ban Belgiumba küldték. 1850-ben a leuveni egyetem jezsuita teológiai rektorává nevezték ki. 1852-ben azonban ismét Bécsbe küldte Roothaan, ahol a jezsuiták nehéz helyzetben voltak, és kinevezte tartományfőnöknek.

## XXII. nagy kongregáció

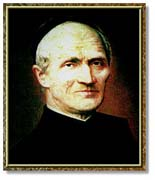
Pieter Jan Beckx

Ausztria tartományfőnökeként 1853. júniusában megjelent a rend Nagy Kongregációján. Jan Roothaan márciusban meghalt és helyére kellett megválasztani az új főgenerálist. Július 2-án az első szavazás során Beckxet választották meg (27 szavazattal az 51-ből) a jezsuita rend főgenerálisává. Négy asszisztenst választottak mellé. Fokozódó aggodalmukat is megfogalmazták a gyűlés alkalmával a rendet ért növekvő számú támadások miatt. Óvatosságra és körültekintésre intették a tagokat a rend védelmében folytatott vitáknál.

## Főgenerálisi időszaka
Főgenerálissá választása után a jezsuitáknak nehéz időszakkal kellett szembenézni. Kiutasították őket Spanyolországból (1873-ban), a Nápoly-Szicíliából (1859-ben), Németországból (1872-ben), Franciaországból és a francia gyarmatoktól (1880-ban), és még Rómából is (1873-ban).
Ekkor Beckx a Firenzéhez közeli Fiesoléba helyezte át a rend központját, ahol a Curia Generalizia 1895-ig maradt.
Beckx 15 levelet írt jezsuita társainak, hogy életben tartsa a jezsuita szellemet a rosszindulatú támadások ellenére. Nyitott, őszinte hangvételű írások voltak a megpróbáltatások ellenére, különösen rend összes tagjának címzett 1871-es levél, amelyet azután írt, hogy az 1871-es Párizsi Kommün során számos francia rendtársukat kivégeztek.
A „változó idők” nyitást hoztak az apostoli munka felé. Modernizálta a Ratio Studiorumot és több helyet adott a tudományos tárgyaknak a jezsuita oktatásban. Bátorította a modern filozófusok, mint Kant, megvitatását. A vallási szabadságot körültekintően, de támogatta, viszont az Egyház világi hatalmának megkérdőjelezése tabu maradt. 1872. január 1-jén a rendet a Jézus szívének dedikálta, a jezsuita élet és tevékenység középpontjába a szeretetet és Krisztus személyével való lelki egyesülést helyezte.

### Új missziók
Új missziók kezdődtek a világ különböző területein – melyet indirekt módon az európai kivándorlás is elősegített:
Kubában (1853-ban), Kolumbiában (1858-ban), a Fülöp-szigeteken (1859-ben) Madagaszkáron (1861-ben), Mangaloréban, Indiában (1878-ban), Zambéziben (1879-ben), Örményországban (1881-ben), Ausztráliában (1882-ben) és még sok más területen.

### Szellemi élet
Az intellektuális tevékenységeket is támogatta. Elindult több folyóirat: La Civilta Cattoica (Olaszország, 1850), The Month (London, 1864), az Etudes (Párizs, 1865), Stimmen aus Maria-laach (Németország, 1865) és mások Írországban, Lengyelországban és Belgiumban. Időszaka alatt a katolikus egyház konzervatívabb irányvonalának nagyobb befolyása volt, mint a katolicizmus liberális szárnyának. A La Civilta Cattolica folyóirat, amely közel állt a Szentszékhez (egyes cikkeit állítólag maga a pápa, IX. Piusz inspirálta), különösen érintett volt a vitákban: a pápai állam (1859-től), a pápai index (1864) és a pápai csalhatatlanság (1870) védelmében. Ez igen rossz fényt vetett a rendre, különösen Németországban és Franciaországban.
A harminc év alatt, míg Beckx atya vezette a jezsuitákat (a harmadik leghosszabb időszak a főgenerálisok között) létszámuk megkétszereződött. Számos képviseletük alakult,  pl. Írországban, Franciaországban, Spanyolországban, Portugáliában, Missouriban (USA), stb. Hivatalának fő jellege a protestáns területek misszionarizálása volt.

### Algenerális választás
1883-ban az akkor 88 éves és beteges Beckx saját kezdeményezésére összehívta a Nagy Kongregációt, hogy helyettest válasszanak. A gyűlés Anton Anderledy svájci jezsuita atyát választotta meg erre a posztra szeptember 24-én. Beckx rangja megmaradt, gyakorlatilag azonban átadta a rend irányítását utódjának. Négy év múlva, 1887. március 4-én, 92 éves korában hunyt el Rómában.

## Írásai
- Der Monat Maria, Bécs, 1843
- Epistolae selectae, Róma